# Calodesma plorator
Calodesma plorator är en fjärilsart som beskrevs av William James Kaye 1922. Calodesma plorator ingår i släktet Calodesma och familjen björnspinnare. Inga underarter finns listade i Catalogue of Life.